# Peter Grütter

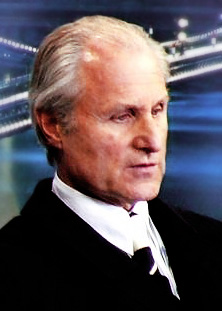
Peter Grütter (2004)

Peter Grütter (* 30. Juni 1942 in Bern) ist ein ehemaliger Schweizer Eiskunstläufer und heute als Eiskunstlauftrainer tätig.

## Biografie
Peter Grütter wurde von Jacques Gerschwiler trainiert. Er nahm 1964 an den Olympischen Winterspielen teil und wurde 24. Im gleichen Jahr beendete er seine aktive Karriere und wurde später Eiskunstlauftrainer. In dieser Position trainierte er erfolgreich seinen Landsmann Stéphane Lambiel von 1995 bis 2008 und führte ihn zu zwei Weltmeisterschaftstiteln und drei Vize-Europameistertiteln sowie zum Vize-Olympiasieg in Turin 2006. Zum Vize-Europameistertitel half er 2009 auch seinem Schützling Samuel Contesti bei den Europameisterschaften in Helsinki.